# Georg Gentner
Georg Gentner (* 6. Dezember 1877 in Wallerstein bei Nördlingen; † 19. März 1940 in Ettenberg bei Berchtesgaden) war ein deutscher Saatgutforscher.

## Leben und Wirken
Georg Gentner studierte seit 1901 an der Universität München Pharmazie und Botanik und promovierte 1905 bei dem Botaniker Karl Ritter von Goebel mit der Dissertation „Über die Vorläuferspitzen der Monokotylen“. 1908 erhielt er eine Anstellung als Assistent an der Bayerischen Agrikulturbotanischen Anstalt in München (1917 umbenannt in Bayerische Landesanstalt für Pflanzenbau und Pflanzenschutz) und wurde 1911 zum Leiter der Abteilung Samenkontrolle ernannt. Seit 1923 hielt er Vorlesungen über landwirtschaftliche Samenkunde an der Technischen Hochschule München. 1929 wurde ihm der Titel eines Professors verliehen. 1938 trat er in den Ruhestand.
Gentner hat in fast drei Jahrzehnten die von ihm geleitete Abteilung für Samenkontrolle zu einer der bedeutendsten Saatgutprüfungsstellen Deutschland ausgebaut. Wegweisend für den Saatguthandel wurde die erstmals 1912 von seiner Abteilung eingeführte Sackplombierung für Klee- und Grassämereien. Besonders intensiv beschäftigte sich Gentner mit der Bestimmung des Gesundheitszustandes und des Herkunftswertes von Saatgut. Die meisten seiner Beiträge veröffentlichte er in der anstaltseigenen Zeitschrift „Praktische Blätter für Pflanzenbau und Pflanzenschutz“. Seine langjährigen Erfahrungen auf dem Gebiet der Saatgutprüfungen hat er in dem 1938 erschienenen Buch „Das gärtnerische Saatgut“ zusammengefasst.

## Veröffentlichungen (Auswahl)
- Die Prüfung der Gemüse- und Arzneisämereien auf ihren Gebrauchswert. In: Angewandte Botanik. Band 7, 1925, S. 188–197 und 201–261.
- Die Prüfung des Saatgutes auf Gesundheit und Frische. In: Landwirtschaftliches Jahrbuch für Bayern. Band 18, 1928, S. 524–534.
- Das gärtnerische Saatgut. Verlag Eugen Ulmer, Stuttgart 1938 (= Grundlagen und Fortschritte im Garten- und Weinbau, Band 44).